# 日本ホテルスクール
専門学校 日本ホテルスクール（せんもんがっこうにほんホテルスクール）は、東京都中野区東中野にある私立専修学校。設置者は学校法人日本ホテル学院。主にホテル、レストラン、ブライダル業界などホスピタリティ業界への就職を志望する学生を対象にした専門教育を行っている。

## 歴史
専門学校日本ホテルスクールは、1971年（昭和46年）に、ホテルでの中堅管理者養成機関としてプリンスホテルの内部機関である「プリンスホテルスクール」の名称で設立。翌1972年（昭和47年）に第一期生160名を迎えたことに始まる。その後、1976年（昭和51年）、運輸大臣（現国土交通大臣）許可のもとで、「財団法人日本ホテル教育センター」を設立し、学校名を「日本ホテルスクール」に改称して再スタートを切り、1987年（昭和62年）には専修学校として東京都から認可された財団立の「専門学校日本ホテルスクール」となる。2009年（平成21年）には「学校法人日本ホテル学院」を新設し、経営母体を財団法人日本ホテル教育センターから同学校法人に移管された。2021年に創立50年を迎えた。2012年までに輩出してきた卒業生は約1万人。「人」がもっとも重要な要素であるホテル・レストラン・ブライダル業界において、日本国内で唯一の「ホテルがつくった、ホテルの学校」として、業界を支える人材の育成・養成に努めている。

## 外部サイト
- 日本ホテルスクール

座標: 北緯35度42分35.8秒 東経139度41分0秒 / 北緯35.709944度 東経139.68333度